# Beverbach (Leine)
Der Beverbach ist ein etwa 16 km langer, rechter bzw. östlicher Nebenfluss der Leine in den Landkreisen Göttingen und Northeim. Er ist nicht mit einem der anderen fünf Beverbäche zu verwechseln.
Der Beverbach entspringt im Talgrund von Holzerode (Gemeindeteil von Ebergötzen) und fließt dann nordwärts durch das Bevertal. Dort bildet er die Grenze zwischen den Gemeinden Bovenden im Landkreis Göttingen und Katlenburg-Lindau im Landkreis Northeim.  Unterhalb der Burgruine Hardenberg wird er ein Teil des Schlossparks Hardenberg, umgeht dann das historische Nörten-Hardenberg nördlich und mündet kurz darauf in die Leine.